# Marzia Davide
Marzia Davide (* 1980 in Salerno) ist eine italienische Boxerin. Sie wurde 2002 und 2014 Vizeweltmeisterin sowie 2003, 2004 und 2014 Europameisterin der Amateurboxerinnen (Gewichtsklasse bis 54 kg bzw. 57 kg Körpergewicht).

## Werdegang
Marzia Davide aus Salerno begann als Jugendliche mit Kickboxen und Boxen, noch in einer Zeit, in der das Frauenboxen gerade populär wurde. Sie kann deshalb getrost als Pionierin des Frauenboxens bezeichnet werden. Im Jahre 2014 ist sie immer noch aktiv und sie hat die Absicht, das zumindest bis zu den Olympischen Spielen 2016 auch zu bleiben. Sie ist verheiratet und hat einen siebenjährigen Sohn (2014). Sie trainiert in einem Sportcenter in Pontecagnano Faiano.
2002 wurde Marzia Davide erstmals italienische Meisterin in der Gewichtsklasse bis 54 kg. Bis zum Jahre 2013 folgten diesem Titel sechs weitere nach, zumeist in der Gewichtsklasse bis 57 kg, aber auch zwei in der Gewichtsklasse bis 60 kg Körpergewicht.
Im Jahre 2002 begann ihre internationale Karriere. Sie erzielte dabei gleich einen großen Erfolg, denn sie wurde in Antalya in der Gewichtsklasse bis 54 kg mit einem Sieg über Bi Ha-son, Nordkorea (18:9) und einer Punktniederlage im Finale gegen Zhang Xiyan, China (10:19) Vize-Weltmeisterin. 2003 wurde sie im ungarischen Pécs in der gleichen Gewichtsklasse mit Siegen über Seda Duygu Aygun, Türkei (11:7), Ahlam Arsalane, Frankreich (18:9) und Elena Karpachewa, Russland (17:9) erstmals Europameisterin. 2004 wurde Marzia Davide in Riccione in der Gewichtsklasse bis 57 kg erneut Europameisterin. Dazu benötigte sie Punktsiege über Olena Tereschtschuk, Ukraine (21:6), Sonja Dürr, Deutschland (16:5), Elena Karpachewa (12:8) und Myriam Chomaz, Frankreich 818:10).
2005 und 2006 konnte sie aus familiären Gründen und der Geburt ihres Sohnes John nicht boxen. Seit 2007 steht sie aber wieder im Ringe. Im Juli 2007 besiegte sie in zwei Länderkämpfen gegen Deutschland in Bari bzw. in Besciglia in der Gewichtsklasse bis 57 kg Tasheena Bugar jeweils nach Punkten. In einem Länderkampf in Perugia gegen Norwegen musste sie im Kampf gegen Ingrid Egner wegen einer Verletzung, die sie in der Folge einige Monate zurückwarf, aus dem Ring genommen werden.
Im Juli 2009 kam Marzia Davide bei der EU-Meisterschaft in Pazardzhik/Bulgarien in der Gewichtsklasse bis 57 kg mit Siegen über Marta Sagrado, Spanien (9:0) und Lucie Abel, England (+2:2) in das Finale, in dem sie gegen Swetlana Kamenowa aus Bulgarien nach Punkten verlor. Im September 2009 startete sie bei der Europameisterschaft in Nikolajew/Ukraine wieder in der Gewichtsklasse bis 57 kg. Sie besiegte dort Ingrid Egner nach Punkten (1:0), unterlag aber im Halbfinale gegen Sofja Otschigawa aus Russland durch Abbruch in der 2. Runde. Sie gewann damit eine EM-Bronzemedaille.
2010 startete Marzia Davide bei der italienischen Meisterschaft erstmals in der Gewichtsklasse bis 60 kg, weil zwischenzeitlich Frauenboxen olympisch geworden war, aber nur in den Gewichtsklassen bis 51 kg, 60 kg und 75 kg Körpergewicht. Im Finale der italienischen Meisterschaft 2010 und auch 2011 besiegte sie Romina Marenda jeweils sicher nach Punkten. Bei den internationalen Meisterschaften der Jahre 2010 und 2011 gewann sie keine Medaillen. Im August 2010 schied sie bei der EU-Meisterschaft in Keszthely, Ungarn, in der Gewichtsklasse bis 60 kg bereits im Achtelfinale nach einer Punktniederlage gegen Mira Potkonen, Finnland (0:2) aus. Bei der Weltmeisterschaft im September 2010 in Bridgetown/Barbados startete sie wieder in der Gewichtsklasse bis 57 kg. Sie besiegte dort Manel Meharzi, Algerien (10:1) und Wiktoria Gurkowitsch, Russland (9:5) jeweils nach Punkten, unterlag aber im Viertelfinale gegen Yang Yanzi aus China nach Punkten (3:7), womit sie einen ehrenvollen 5. Platz belegte. Im Juni 2011 siegte sie bei der EU-Meisterschaft in Kattowitz in der Gewichtsklasse bis 60 kg über Maike Klüners, Deutschland, nach Punkten )9:8), unterlag aber im Viertelfinale gegen die mehrfache Weltmeisterin Katie Taylor aus Irland klar nach Punkten (5:16).
Nach Differenzen mit der Federazione Pugilistica Italiana (Ital. Amateur-Box-Verband) wurde Marzia Davide weder bei der Europameisterschaft 2011 in Rotterdam, noch bei der Weltmeisterschaft im Mai 2012 in Qinhuangdao/China, eingesetzt. An ihrer Stelle boxte dort in der olympischen Boxklasse bis 60 kg Romina Marenda, die jedoch früh ausschied. Damit bekam der Ital. Amateur-Box-Verband bei den Olympischen Spielen 2012 in London keinen Startplatz in der Gewichtsklasse bis 60 kg Körpergewicht.
Trotz dieser Enttäuschung setzte Marzia Davide nach einer Einigung mit der FPI ihre Boxkarriere auch 2013 fort. Im Juli 2013 wurde sie in Keszthely/Ungarn EU-Meisterin in der Gewichtsklasse bis 57 kg. Auf dem Weg zu diesem Erfolg besiegte sie Andreja Bester, Slowenien (3:0 RS), Sandra Kruk, Polen (3:0) und Ornella Wahner, Deutschland (2:1). Im Juni 2014 gelang ihr bei der Europameisterschaft in Bukarest in der Gewichtsklasse bis 54 kg wieder ein großer Erfolg, denn sie wurde dort zum drittenmale Europameisterin. Auf dem Weg zu diesem Erfolg besiegte sie Jovana Krstic, Serbien, Lisa Whiteside, England, Azize Nimani, Deutschland, Jelena Saweljewa, Russland und Ewelina Wicherska aus Polen jeweils sicher mit 3:0 Richterstimmen. Im November 2014 wurde sie in Jeju/Südkorea zwölf Jahre nach ihrem Vize-Weltmeistertitel 2002 erneut Vize-Weltmeisterin in der Gewichtsklasse bis 54 kg Körpergewicht. Dabei kam sie zu Siegen über Nawel Halon, Algerien (3:0 RS), Snechana Cholodkowa, Ukraine (3:0), Gao Jinyan, China (3:0) und Ayse Tas, Türkei (3:0). Im Finale unterlag sie gegen Stanimira Petrowa aus Bulgarien nach Punkten (0:2).

## Internationale Erfolge
| Jahr | Platz | Wettbewerb                               | Gewichtsklasse | Ergebnisse |
| 2002 | 1.    | 5. Witch-Cup in Pécs/Ungarn              | bis 54 kg      | nach Punktsiegen über Audrey Garcia, Frankreich (5:0), Kari Jensen, Dänemark 85:0) und Wendy Broad, Kanada (4:1)                                                                                       |
| 2002 | 2.    | WM in Antalya                            | bis 54 kg      | nach einem Punktsieg über Bi Ha-son, Nordkorea (18:9) und einer Punktniederlage gegen Zhang Xiyan, China (10:19)                                                                                       |
| 2003 | 1.    | Torneo Italia in Caorle                  | bis 54 kg      | kach kampfl. Sieg über Agata Karcz, Polen und Punktsieg über Rachel Tillier, Frankreich (16:6) |
| 2003 | 1.    | EM in Pécs/Ungarn                        | bis 54 kg      | nach Punktsiegen über Seda Duygu Aygun, Türkei (11:7), Ahlam Arsalane, Frankreich (18:9) und Elena Kaarpachewa, Russland (17:9)                                                                        |
| 2004 | 1.    | 1. Frauen-Welt-Cup in Tønsberg/Norwegen  | bis 57 kg      | nach Punktsiegen über Josefine Tengroth, Schweden (18:2), Teresa O’Toole, USA (17:6) und Wu Bin, China (20:7)                                                                                          |
| 2004 | 1.    | Torneo Italia in Cascia                  | bis 57 kg      | nach Punktsieg über Zsusanna Szukai, Ungarn (20:6) und Abbruchsiegen jeweils in der 2. Runde über Josefina Tengroth und Debbie Richards, Kanada                                                        |
| 2004 | 1.    | EM in Riccione                           | bis 57 kg      | nach Punktsiegen über Olena Tereschtschuk, Ukraine (21:6), Sonja Dürr, Deutschland (16:5), Elena Karpachewa (12:8) und Myriam Chomaz, Frankreich (18:10)                                               |
| 2009 | 2.    | EU-Meisterschaft in Pazardzhik/Bulgarien | bis 57 kg      | nach Punktsiegen über Marta Sagrado, Spanien (9:0) und Lucie Abel, England (+2:2) und Punktniederlage gegen Swetlana Kamenowa, Bulgarien                                                               |
| 2009 | 3.    | EM in Nikolajew/Ukraine                  | bis 57 kg      | nach Punktsieg über Ingrid Egner, Norwegen (1:0) und Abbruch-Niederlage in der 2. Runde gegen Sofja Otschigawa, Russland                                                                               |
| 2010 | 5.    | Grand-Prix in Ústí nad Labem             | bis 60 kg      | nach Punktsieg über Jennifer Miranda, Spanien (8:0) und Punktniederlage gegen Katie Taylor, Irland (0:9)                                                                                               |
| 2010 | 9.    | EU-Meisterschaft in Keszthely/Ungarn     | bis 60 kg      | nach Punktniederlage gegen Mira Potkonen, Finnland (0:2) |
| 2010 | 5.    | WM in Bridgetown/Barbados                | bis 57 kg      | nach Punktsiegen über Manel Meharzi, Algerien (10:1) und Wiktoria Gurkowitsch, Russland (9:5) und Punktniederlage gegen Yang Yanzi                                                                     |
| 2011 | 5.    | EU-Meisterschaft in Kattowitz            | bis 60 kg      | nach Punktsieg über Maike Klüners, Deutschland (9:8) und Punktniederlage gegen Katie Taylor (5:16) |
| 2013 | 1.    | EU-Meisterschaft in Keszthely/Ungarn     | bis 57 kg      | nach Punktsiegen über Andreja Bester, Slowenien (3:0 RS9, Sandra Kruk, Polen (3:0) und Ornella Wahner, Deutschland (2:1)                                                                               |
| 2013 | 1.    | Queens-Cup in Stralsund                  | bis 57 kg      | nach Punktsiegen über Nomin Deutsch, Deutschland (3:0), Helena Envall, Schweden (3:0) und Gina Hofmann, Niederlande (3:0)                                                                              |
| 2014 | 1.    | EM in Bukarest                           | bis 54 kg      | nach Punktsiegen über Jovana Krstic, Serbien (3:0), Lisa Whiteside, England (3:0) Azize Nimane, Deutschland (3:0), Jelena Saweljewa, Russland (e:0) und Ewelina Wicherska, Polen (3:0)                 |
| 2014 | 2.    | WM in Jeju/Südkorea                      | bis 54 kg      | nach Punktsiegen über Nawel Halon, Algerien (3:0), Snechana Cholodkowa, Ukraine (3:0), Gao Jinyan, China (3:0) und Ayse Tas, Türkei (3:0) und Punktniederlage gegen Stanimira Petrowa, Bulgarien (0:2) |

## Länderkämpfe
| Jahr | Ort           | Begegnung                 | Gewichtsklasse | Ergebnis                              |
| 2003 | Assisi        | Italien gegen Kanada      | bis 54 kg      | Punktsieg über Kathie Ure (3:0)       |
| 2007 | Bari          | Italien gegen Deutschland | bis 57 kg      | Punktsieg über Tasheena Bugar         |
| 2007 | Besciglie     | Italien gegen Deutschland | bis 57 kg      | Punktsieg über Tasheena Bugar         |
| 2009 | Grande-Synthe | Frankreich gegen Italien  | bis 57 kg      | Punktsieg über Angelique Duchemin     |
| 2009 | Stintino      | Italien gegen Frankreich  | bis 57 kg      | Punktsieg über Hayatte Akodad         |
| 2010 | Stintino      | Italien gegen Schweden    | bis 60 kg      | unentschieden gegen Patricia Bergholt |
| 2013 | Rom           | Italien gegen Polen       | bis 57 kg      | Punktniederlage gegen Sandra Kruk     |

## Italienische Meisterschaften
| Jahr | Platz | Gewichtsklasse | Finalergebnisse                           |
| 2002 | 1.    | bis 54 kg      | Punktsieg über Simona Locatelli           |
| 2007 | 1.    | bis 57 kg      | Punktsieg über Slavka Vitali (18:4)       |
| 2009 | 1.    | bis 57 kg      | Punktsieg über Rosanna Cottone (23:2)     |
| 2010 | 1.    | bis 60 kg      | Punktsieg über Romina Marenda (16:3)      |
| 2011 | 1.    | bis 60 kg      | Punktsieg über Romina Marenda (14:8)      |
| 2012 | 1.    | bis 57 kg      | Punktsieg über Marzia Verrecchia (22:12)  |
| 2013 | 1.    | bis 57 kg      | Punktsieg über Marzia Verrecchia (+10:10) |

Erläuterungen
- WM = Weltmeisterschaft, EM = Europameisterschaft, EU = Europäische Union
- RS = Richterstimmen (Ende 2013 wurden von der AIBA die umstrittenen Punktmaschinen abgeschafft; die Urteile fällen nun wieder Punktrichter)